# Evaluna Montaner
Evaluna Mercedes Reglero Rodríguez   (Caracas, 7 de agosto de 1997), conocida por su nombre artístico Evaluna Montaner, es una actriz, cantante y bailarina venezolana. También es conocida por ser la hija del también cantante Ricardo Montaner, hermana de los integrantes del dúo Mau & Ricky y esposa del cantante colombiano Camilo.

## Primeros años

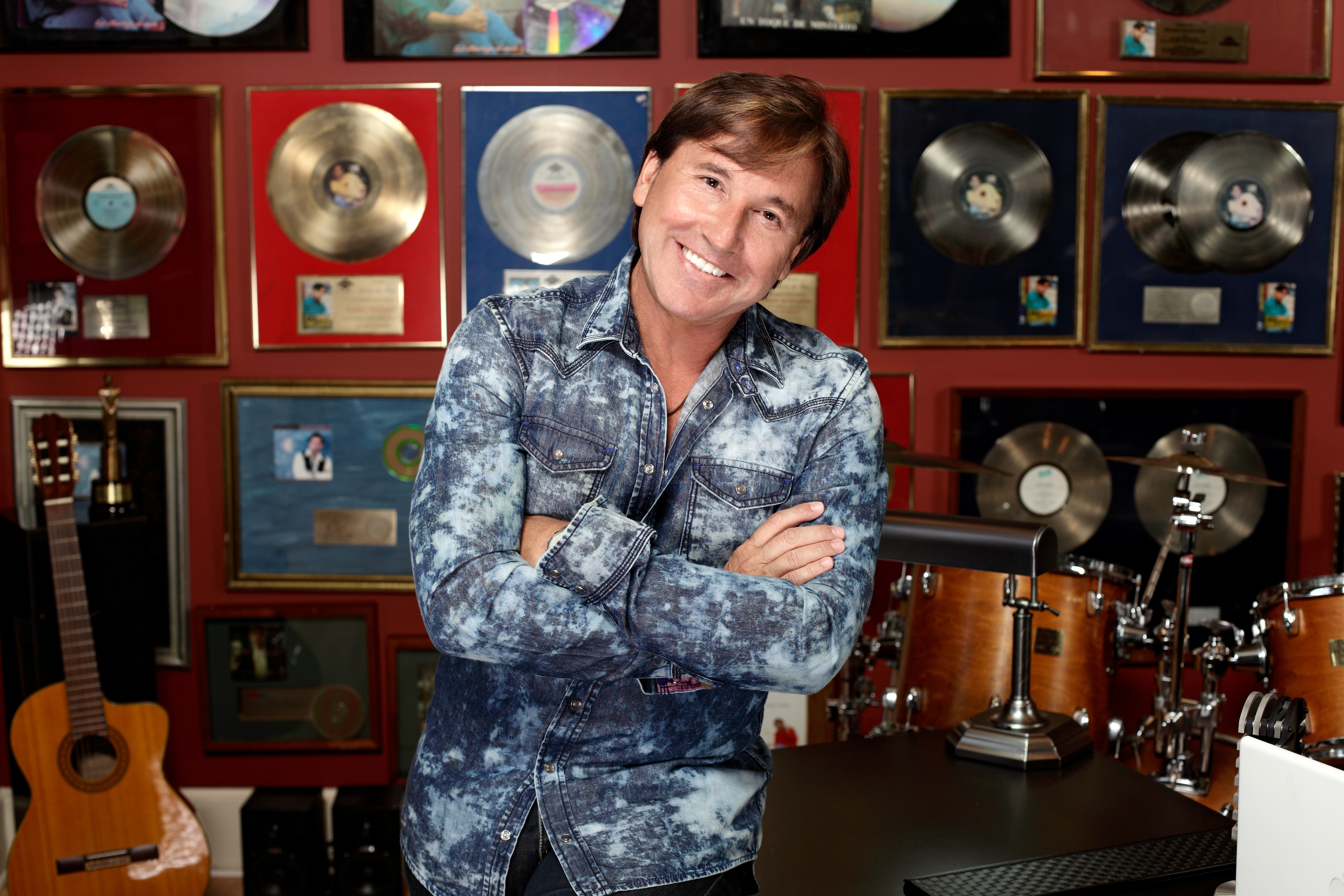
Evaluna es la hija menor de Ricardo Montaner.

Evaluna nació en Caracas, Venezuela, el 7 de agosto de 1997, hija del cantante venezolano Ricardo Montaner. A la edad de 4 años se radicó con su familia en Miami, Estados Unidos. De pequeña aprendió piano, arpa y varios tipos de baile. Fue a la escuela The Cushman School en Miami, hasta la edad de 13 años, cuando comenzó a estudiar en casa.

## Carrera
Su debut artístico mundial como actriz lo hizo a los 4 años en el video Si tuviera que elegir, canción original de su padre Ricardo Montaner.
En agosto de 2009 hizo su debut musical cantando «Only Hope» de Switchfoot en el programa argentino de Susana Giménez.[cita requerida]
A mediados de 2010, se unió al elenco de la telenovela juvenil de Nickelodeon Latinoamérica, Grachi, donde participó hasta el 2012, en la primera y segunda temporada. Obtuvo un rol secundario interpretando a Melanie Esquivel, la hermana del protagonista.
En 2012 su padre Ricardo Montaner la eligió para cantar la balada cristiana «La gloria de Dios», además de llevarla a las giras de Viajero Frecuente Tour, que dio inicio a su carrera como cantante. La canción fue presentada por primera vez en Argentina, durante el programa homenaje a Ricardo Montaner en Gracias por venir, gracias por estar.
Si existe fue el nombre de su primer sencillo lanzado en diciembre de 2013, realizado con la ayuda de su madre, Marlene Rodríguez.
En 2013 se trasladó con su familia a Bogotá, Colombia, donde vivió por dos años.[cita requerida] Fue conductora del programa Día a día en Colombia, en el segmento de La voz Colombia.
En 2014 consiguió un papel secundario en la película Hot Pursuit; por lo tanto se trasladó con su familia a Los Ángeles, California donde tienen un departamento y durante todo el 2014-2015 se turnó entre Miami, Colombia y Los Ángeles. En Hot Pursuit Evaluna interpreta a Teresa Cortez, una joven adolescente que tiene su fiesta de 15 años. Compartió pantalla junto a las estrellas Reese Witherspoon y Sofía Vergara.
En julio de 2014 Evaluna participó en el festival cristiano realizado en Argentina llamado Jesús Fest donde presentó su sencillo, Yo me salvé, que sería lanzado a fines de 2014 con su versión en inglés titulado Wings, y con sus respectivos vídeos.
En 2015 Evaluna volvió a presentarse en Jesús Fest en Tecnópolis, Argentina, donde cantó sus canciones e hizo algunos covers de canciones cristianas. En abril de ese año, la actriz confirmó su relación con el cantante colombiano Camilo Echeverry. La pareja se comprometió en agosto de 2018.
Al mismo tiempo, participó como actriz para el rodaje de videoclip de las canciones No te vayas y Tutu, de Camilo.
En 2018, después de cuatro años sin cantar escribió las canciones «Me liberé» y «Por tu amor». 
Desde 2019, es la protagonista de la serie juvenil Club 57 de Nickelodeon, filmada en Miami. En la que protagoniza a Eva, una amante de la ciencia y las matemáticas, que junto con su hermano Rubén (Sebastián Silva) quedan atrapados en 1957.
El 26 de agosto de 2020, Evaluna se estrena como directora del video musical de Titanic, canción de Kany García en colaboración con Camilo, perteneciente al álbum Mesa para dos.
El 8 de febrero de 2021 lanzó un vídeo musical - Uno más uno 
El 23 de marzo de 2022 lanzó un nuevo vídeo musical - Refugio

## Vida personal
Practica el cristianismo.El 8 de febrero de 2020 contrajo matrimonio con el cantante colombiano Camilo. El 13 de octubre de 2021 se hizo público su embarazo. El 6 de abril de 2022, nació su hija Índigo. El 1 de agosto de 2024 nació su segunda hija quien lleva por nombre Amaranto. 

## Cine
| Año  | Título      | Rol           | Notas |
| ---- | ----------- | ------------- | ----- |
| 2015 | Hot Pursuit | Teresa Cortez |       |
| 2021 | Koati       | Xochi         | Voz   |

## Televisión
| Año         | Título            | Rol              |
| ----------- | ----------------- | ---------------- |
| 2011-12     | Grachi            | Melanie Esquivel |
| 2013        | La Voz Colombia   | Ella misma       |
| 2014        | Yo soy el artista | Ella misma       |
| 2019 - 2021 | Club 57           | Eva García       |
| 2022        | La voz kids 7     | Ella misma       |

## Discografía
| Año  | Título              | Álbum                    | Notas                            |
| ---- | ------------------- | ------------------------ | -------------------------------- |
| 2012 | La gloria de Dios   | Viajero frecuente        | Junto a Ricardo Montaner         |
| 2013 | Si existe           | —                        | —                                |
| 2014 | Yo me salvé         | —                        | —                                |
| 2014 | Wings               | —                        | Versión de Yo Me Salvé en inglés |
| 2016 | Gracia Incomparable | —                        | —                                |
| 2018 | Por Tu Amor         | —                        | —                                |
| 2018 | Me Liberé           | —                        | —                                |
| 2019 | Club 57             | El tiempo corre al revés | Junto al Elenco de Club 57       |

## Videografía
| Año  | Título                                 | Personaje            | Notas                                     |
| ---- | -------------------------------------- | -------------------- | ----------------------------------------- |
| 2002 | Si tuviera que elegir                  | Actriz principal     | Canción de Ricardo Montaner               |
| 2013 | Preguntas                              | Bailarina            | Canción de Mau & Ricky                    |
| 2013 | Si existe                              | Principal            | Canción de ella misma                     |
| 2014 | Su luz                                 | Integrante del video | Canción de Ricardo Montaner               |
| 2015 | Wings                                  | Principal            | Canción de ella misma                     |
| 2015 | Yo me salvé                            | Principal            | Canción de ella misma                     |
| 2016 | Gracia incomparable (Versión acústica) | Integrante del video | Canción de Evan Craft                     |
| 2018 | Por tu amor                            | Principal            | Canción de ella misma                     |
| 2018 | Me Liberé                              | Principal            | Canción de ella misma                     |
| 2019 | No te vayas                            | Principal            | Canción de Camilo                         |
| 2019 | Tutu                                   | Principal            | Canción de Camilo, Pedro Capó             |
| 2019 | La Difícil                             | Participación        | Canción de Camilo                         |
| 2020 | Por Primera Vez                        | Principal            | Canción en Conjunto con Camilo            |
| 2020 | Favorito                               | Principal            | Canción de Camilo                         |
| 2020 | Tattoo (Remix)                         | Participación        | Canción de Rauw Alejandro, Camilo         |
| 2020 | Vida de rico                           | Participación        | Canción de Camilo                         |
| 2022 | Buenos días                            | Participación        | Canción de Wisin, Camilo, Los Legendarios |

## Colaboraciones
| Año  | Título                                 | Álbum                    | Notas                                         |
| ---- | -------------------------------------- | ------------------------ | --------------------------------------------- |
| 2012 | La gloria de Dios                      | Viajero frecuente        | Junto a Ricardo Montaner                      |
| 2016 | Gracia incomparable (Versión Acústica) | Sesión Orgánica: Parte 2 | Junto a Evan Craft                            |
| 2016 | Gracia incomparable (Radio Versión)    | —                        | Junto a Evan Craft                            |
| 2016 | Beauty of grace (Radio versión)        | —                        | Junto a Evan Craft                            |
| 2016 | Beauty of grace (Acoustic versión)     | —                        | Junto a Evan Craft                            |
| 2019 | If The World Was Ending                | —                        | Junto a JP Saxe                               |
| 2020 | Por primera vez                        | Por primera vez          | Junto a Camilo                                |
| 2020 | Amén                                   |                          | Junto a Ricardo Montaner, Camilo, Mau y Ricky |
| 2021 | Aunque no sea conmigo                  | Aunque no sea conmigo    | Junto a Aitana                                |